# Parti du Crochet
Pour les articles homonymes, voir Crochet.
Le parti des Crochets ou parti des Hameçons, est une faction politique apparue dans le comté de Hollande au milieu du XIVe siècle, opposée au parti des Cabillauds.
Ces deux factions s'opposent jusqu'à la fin du XVe siècle dans ce qu'on appelle la Guerre des Crochets et des Cabillauds, jusqu'à la défaite du soulèvement du parti des Hameçons dirigé par Frans van Brederode le 23 juillet 1490 à Brouwershaven, sous la régence de Maximilien d'Autriche sur les Pays-Bas bourguignons.

## Historique
Il se forma à l'occasion des divisions qui s'élevèrent au sujet de la possession du comté de Hollande entre la veuve de Louis IV du Saint-Empire, Marguerite Ire de Hollande, et son fils Guillaume V, qui avait pris le titre de comte de Hollande (1349).
Les partisans de Marguerite prirent le nom de « crochets » (hoeken en hollandais), en oppositions aux « cabillauds » que les pêcheurs remontaient à bord grâce à une perche ferrée d'un crochet.